# Крістофер Мастерсон
Крістофер Мастерсон (англ. Christopher Masterson) — американський актор і діджей. Насамперед відомий завдяки ролі Френсіса в американському телесеріалі «Малкольм в центрі уваги». Молодший брат актора Денні Мастерсона і старший зведений брат акторів Аланни Мастерсон і Джордана Мастерсона.

## Кар'єра
Мастерсон виконав роль Джефа у фільмі під назвою «Серце Дракона.Новий початок», який є продовженням фільму «Серце Дракона», одак став відомим завдяки ролі Френсіса, старшого брата Малкольма, в телесеріалі «Малкольм у центрі уваги» (2000—2006). 2003 року з'явився у фільмі «Грозовий перевал», у якому виконав роль Едварда Лінтона. Він також виконав головні ролі у таких фільмах, як: «Дуже страшне кіно 2», «Жага», «Створені один для одного» та «Інтелектуальна власність». Крім того, Мастерсон виконав гостьову роль у трьох епізодах «Шоу 70-х» разом зі своїм братом Денні, а також зіграв Джоша Роланда в одному з епізодів серіалу «Білі комірці» і Скотті О'Ніла у фільмі «Весілля мого найкращого друга». 2012 року знявся в серіалі «Чоловіки за роботою» в ролі швейцара Арчі. Його брат, Денні Мастерсон, також з'явився у серіалі, але у них не було спільних сцен.

## Особисте життя
Мастерсон народився на Лонг-Айленді, штат Нью-Йорк, у сім'ї менеджерки Керол Мастерсон і страхового агента Пітера Мастерсона. Мастерсон і його брат Денні Мастерсон разом інвестували в ресторанний бізнес, і обоє є послідовниками саєнтології. У нього також є зведена сестра акторка Аланна Мастерсон і зведений брат Джордан Мастерсон, який також став актором. У 1999—2007 роках Мастерсон зустрічався з акторкою Лорою Препон.
25 червня 2019 року Мастертон одружився з акторкою Йодандою Пекораро. У квітні 2021 року у них народилася донька Чіара.

## Фільмографія
| Рік  | Назва (укр.)                      | Назва (англ.)                | Роль              |
| ---- | --------------------------------- | ---------------------------- | ----------------- |
| 1988 | Хіросімська дівчина               | Hiroshima Maiden             | Тіммі Беннетт     |
| 1992 | Одинаки                           | Singles                      | молодий Стів Данн |
| 1992 | Мамо, я зможу                     | Mom I Can Do It              | Денні Моріс       |
| 1995 | Острів горлорізів                 | Cutthroat Island             | Бовен             |
| 1996 | Ловець сонця                      | Sunchaser                    | Джіммі Рейнолдс   |
| 1997 | Весілля мого найкращого друга     | My Best Friend's Wedding     | Скотті О'Ніл      |
| 1997 | Байки біля багаття                | Campfire Tales               | Ерік              |
| 1997 | Пірат Екей                        | Ecce Pirate                  | Екей              |
| 1998 | Фанатка                           | Girl                         | Річард            |
| 1998 | Американська історія Ікс          | American History X           | Дерил Довсон      |
| 2000 | Серце дракона: Новий початок      | Dragonheart: A New Beginning | Джеффрі           |
| 2001 | Дивна частотність                 | Strange Frequency            | Тодд              |
| 2001 | Хороші хлопці фінішують останніми | Nice Guys Finish Last        | Біллі             |
| 2001 | Дуже страшне кіно 2               | Scary Movie 2                | Бадді Сендерсон   |
| 2002 | Постривай                         | Hold On                      | Зак               |
| 2003 | Грозовий перевал                  | Wuthering Heights            | Едвард Лінтон     |
| 2005 | Жага                              | Waterborne                   | Зак               |
| 2006 | Інтелектуальна власність          | Intellectual Property        | Пол               |
| 2007 | Маскарад                          | The Masquerade               | Кен               |
| 2008 | Мистецтво подорожі                | The Art of Travel            | Коннкр Лейн       |
| 2009 | Створені один для одного          | Made for Each Other          | Ден               |
| 2010 | Імпульс                           | Impulse                      | Девід             |
| 2012 | Електрична вівця                  | Electric Sheep               | Андроїд           |
| 2013 | Чапман                            | Chapman                      | Пол Голт          |
| 2015 | Погані сусіди                     | Bad Roomies                  | Тревор            |
| 2016 | Імпульс                           | Urge                         | Хлопець на паромі |
| 2019 | Я б тепер хотів побути сам        | I'd Like to Be Alone Now     | Едді              |
| 2019 | Під листям                        | Beneath the Leaves           | Джордж Міддлтон   |

| Рік       | Назва (укр.)                | Назва (англ.)             | Роль                  | Примітка                                |
| --------- | --------------------------- | ------------------------- | --------------------- | --------------------------------------- |
| 1993      | Мерфі Браун                 | Murphy Brown              | Молодий Евері Браун   | епізод «One»                            |
| 1994      | Доктор Квін                 | Dr. Quinn, Medicine Woman | Луїс Бінґ             | епізод «Just One Lullaby»               |
| 1994      | Дорога додому               | The Road Home             | Соєр Метсон           | 6 епізодів                              |
| 1994      | What'z Up?                  | What'z Up?                | Себе                  | співведучий                             |
| 1996      | Клієнт                      | The Client                | Томмі Паверс          | епізод Private Lives"                   |
| 1997      | Доторк ангела               | Touched by an Angel       | Док                   | епізод «Children of the Night»          |
| 1998      | Імітатор                    | The Pretender             | Кріс Конті            | епізод «Toy Surprise»                   |
| 1998      | Тисячоліття помсти          | Millennium                | Ландон Брайс          | епізод «A Room with No View»            |
| 2000-2006 | Малкольм в центрі уваги     | Malcolm in the Middle     | Френсіс               | головний акторський склад; 118 епізодів |
| 2002      | Шоу 70-х                    | That '70s Show            | Тодд                  | 3 епізоди                               |
| 2002      | Мертва зона                 | The Dead Zone             | Тодд Полі             | епізод «Quality of Life»                |
| 2003-04   | Дика сімейка Тонберів       | The Wild Thornberrys      | Шейн Дж.              | голос; 5 епізодів                       |
| 2004      | Mad TV                      | MADtv                     | Адвокат               | епізод «#10.7»                          |
| 2011      | Білий комірець              | White Collar              | Джош Роланд           | епізод «Just One Lullaby»               |
| 2012      | Чоловіки за роботою         | Men at Work               | Клерк у готелі        | епізод «Toilet of Eden»                 |
| 2013      | Новинна імперія «Onion»     | Onion News Empire         | Сем Вест              | епізод «Pilot»                          |
| 2014      | Гейвен                      | Haven                     | Морган Ґаренер        | 2 епізоди                               |
| 2016      | Кет, бийся!                 | Kat Fight!                | Алекс                 | короткометражка                         |
| 2017      | Містичний космічний патруль | Mystic Cosmic Patrol      | Джек/Синій патрульний | епізод «Toy Surprise»                   |